# Гавана (Флорида)
Гавана (англ. Havana) — місто (англ. town) в США, в окрузі Гедсден штату Флорида. Населення — 1753 особи (2020).

## Географія
Гавана розташована за координатами 30°37′49″ пн. ш. 84°24′50″ зх. д. / 30.63028° пн. ш. 84.41389° зх. д. (30.630326, -84.413796). За даними Бюро перепису населення США в 2010 році місто мало площу 7,16 км², з яких 7,12 км² — суходіл та 0,04 км² — водойми.

### Клімат
| Клімат : Гавана         | Клімат : Гавана | Клімат : Гавана | Клімат : Гавана | Клімат : Гавана | Клімат : Гавана | Клімат : Гавана | Клімат : Гавана | Клімат : Гавана | Клімат : Гавана | Клімат : Гавана | Клімат : Гавана | Клімат : Гавана | Клімат : Гавана |
| Показник                | Січ.            | Лют.            | Бер.            | Квіт.           | Трав.           | Черв.           | Лип.            | Серп.           | Вер.            | Жовт.           | Лист.           | Груд.           | Рік             |
| Абсолютний максимум, °C | 28,3            | 29,4            | 32,2            | 33,3            | 37,8            | 38,9            | 38,9            | 38,3            | 36,7            | 35,0            | 30,6            | 28,9            | 38,9            |
| Середній максимум, °C   | 17,8            | 19,4            | 23,3            | 26,1            | 30,0            | 32,2            | 32,8            | 32,2            | 31,1            | 27,2            | 22,8            | 18,9            | 26,2            |
| Середній мінімум, °C    | 4,4             | 5,6             | 8,9             | 11,1            | 16,1            | 20,0            | 21,7            | 21,1            | 18,9            | 13,9            | 9,4             | 5,6             | 13,1            |
| Абсолютний мінімум, °C  | −15,6           | −17,8           | −7,2            | −0,6            | 2,2             | 9,4             | 15,6            | 15,0            | 8,9             | 0,6             | −6,7            | −11,1           | −17,8           |
| Норма опадів, мм        | 122             | 125             | 149             | 93              | 128             | 150             | 187             | 172             | 105             | 104             | 89              | 96              | 1520            |
| ----------------------- | --------------- | --------------- | --------------- | --------------- | --------------- | --------------- | --------------- | --------------- | --------------- | --------------- | --------------- | --------------- | --------------- |

## Демографія
Згідно з переписом 2010 року, у місті мешкали 1754 особи в 765 домогосподарствах у складі 482 родин. Густота населення становила 245 осіб/км². Було 885 помешкань (124/км²).
Расовий склад населення:
| - 53,6 % — чорних або афроамериканців - 44,6 % — білих - 0,5 % — азіатів - 0,1 % — корінних американців |

До двох чи більше рас належало 0,5 %. Частка іспаномовних становила 1,4 % від усіх жителів.
За віковим діапазоном населення розподілялося таким чином: 19,0 % — особи молодші 18 років, 61,3 % — особи у віці 18—64 років, 19,7 % — особи у віці 65 років та старші. Медіана віку мешканця становила 46,1 року. На 100 осіб жіночої статі у місті припадало 80,3 чоловіків; на 100 жінок у віці від 18 років та старших — 74,0 чоловіків також старших 18 років.
Середній дохід на одне домашнє господарство становив 51 704 долари США (медіана — 36 196), а середній дохід на одну сім'ю — 65 512 долари (медіана — 60 435). Медіана доходів становила 56 111 долар для чоловіків та 35 417 доларів для жінок. За межею бідності перебувало 19,3 % осіб, у тому числі 34,0 % дітей у віці до 18 років та 12,2 % осіб у віці 65 років та старших.
Цивільне працевлаштоване населення становило 665 осіб. Основні галузі зайнятості: публічна адміністрація — 22,3 %, освіта, охорона здоров'я та соціальна допомога — 18,0 %, роздрібна торгівля — 11,6 %, науковці, спеціалісти, менеджери — 8,4 %.